# Twin Brothers
Twin Brothers è un cortometraggio muto del 1909 diretto da David W. Griffith e sceneggiato da Stanner E.V. Taylor. La comica, interpretata da Arthur V. Johnson, Herbert Prior e David Miles, veniva presentata nelle sale abbinata a un altro cortometraggio. Non si conoscono copie ancora esistenti della pellicola che viene considerata presumibilmente perduta.

## Trama
I casi della vita separano due fratelli gemelli. Uno dei due ritrova l'altro quando trova lavoro in un piccolo circo dove deve travestirsi da gorilla: costretto a entrare nella gabbia del leone, scopre con sollievo che il pericoloso re degli animali non è nient'altro che il gemello perduto.

## Produzione
Il film fu prodotto dall'American Mutoscope & Biograph.

## Distribuzione
Il copyright del film, richiesto dall'American Mutoscope and Biograph Co., fu registrato il 14 aprile 1909 con il numero H125730.
Distribuito dall'American Mutoscope & Biograph, il film - un cortometraggio di 133 metri - uscì nelle sale cinematografiche statunitensi il 26 aprile 1909. Nelle proiezioni, veniva programmato con il sistema dello split reel, accorpato in un'unica bobina con un altro cortometraggio prodotto da Griffith per la Biograph, Lucky Jim.